# NGC 5878
NGC 5878 (również PGC 54364 lub UGCA 403) – galaktyka spiralna (Sb), znajdująca się w gwiazdozbiorze Wagi. Odkrył ją William Herschel 30 kwietnia 1788 roku.
W galaktyce tej zaobserwowano supernową SN 1988H.